# Гуанахуато
Гуанахуато (на испански: Guanajuato) е един от 31-те щата в Мексико, разположен е в централната част на страната. Гуанахуато е с население от 4 893 812 жители (2005 г., 6-и по население), а общата площ на щата е 30 491 км², нареждайки го на 22-ро място по площ в Мексико. Столицата на щата също се казва Гуанахуато.